# Blekbent bäckvapenfluga
Blekbent bäckvapenfluga (Beris morrisii) är en tvåvingeart som beskrevs av Dale 1841. Blekbent bäckvapenfluga ingår i släktet Beris och familjen vapenflugor. Arten är reproducerande i Sverige. Inga underarter finns listade i Catalogue of Life.